# Réforme des Cent Jours
Pour les articles homonymes, voir Cent-Jours (homonymie).
La réforme des Cent Jours (chinois simplifié : 戊戌变法 ; chinois traditionnel : 戊戌變法 ; pinyin : wùxū biànfǎ ; litt. « Réforme Wuxu » ou 百日维新 / 百日維新, bǎirì wéixīn, « Réforme des cent jours ») est un mouvement de réforme avorté de l'empire Qing. Ce programme de réformes touche les domaines de la nation, de la culture, de l'éducation et de la politique. Ce mouvement, d'une durée exacte de 103 jours, se place entre le 11 juin et le 21 septembre 1898, et est lancé par le jeune empereur Guangxu et ses conseillers réformistes menés par Kang Youwei. 
Ce mouvement, de courte durée, s'achève lors du « Coup d'État de 1898 » (戊戌政变 / 戊戌政變, wùxū zhèngbiàn) conduit par les puissants opposants conservateurs menés par l'impératrice douairière Cixi.

## Contexte
Durant le XIXe siècle, la Chine impériale connaît une lente période de déclin et d'humiliations internationales. Les défaites dans la première guerre de l'opium, la seconde guerre de l'opium, la guerre franco-chinoise et la première guerre sino-japonaise, ainsi que les traités inégaux, mettent en évidence la fragilité de la Chine face au monde extérieur et l'inadaptation du système impérial. 
La défaite contre le Japon constitue pour la Chine un choc immense, car elle a été infligée par un État longtemps considéré comme vassal, beaucoup plus petit, et jugé « inférieur ». De plus, la défaite de la Chine face au Japon conduit à une course aux « privilèges » de la part des autres puissances étrangères, en particulier de la part de l'Allemagne et de la Russie, secouant ainsi les conservatismes.

## Une tentative de révolution politique et sociale

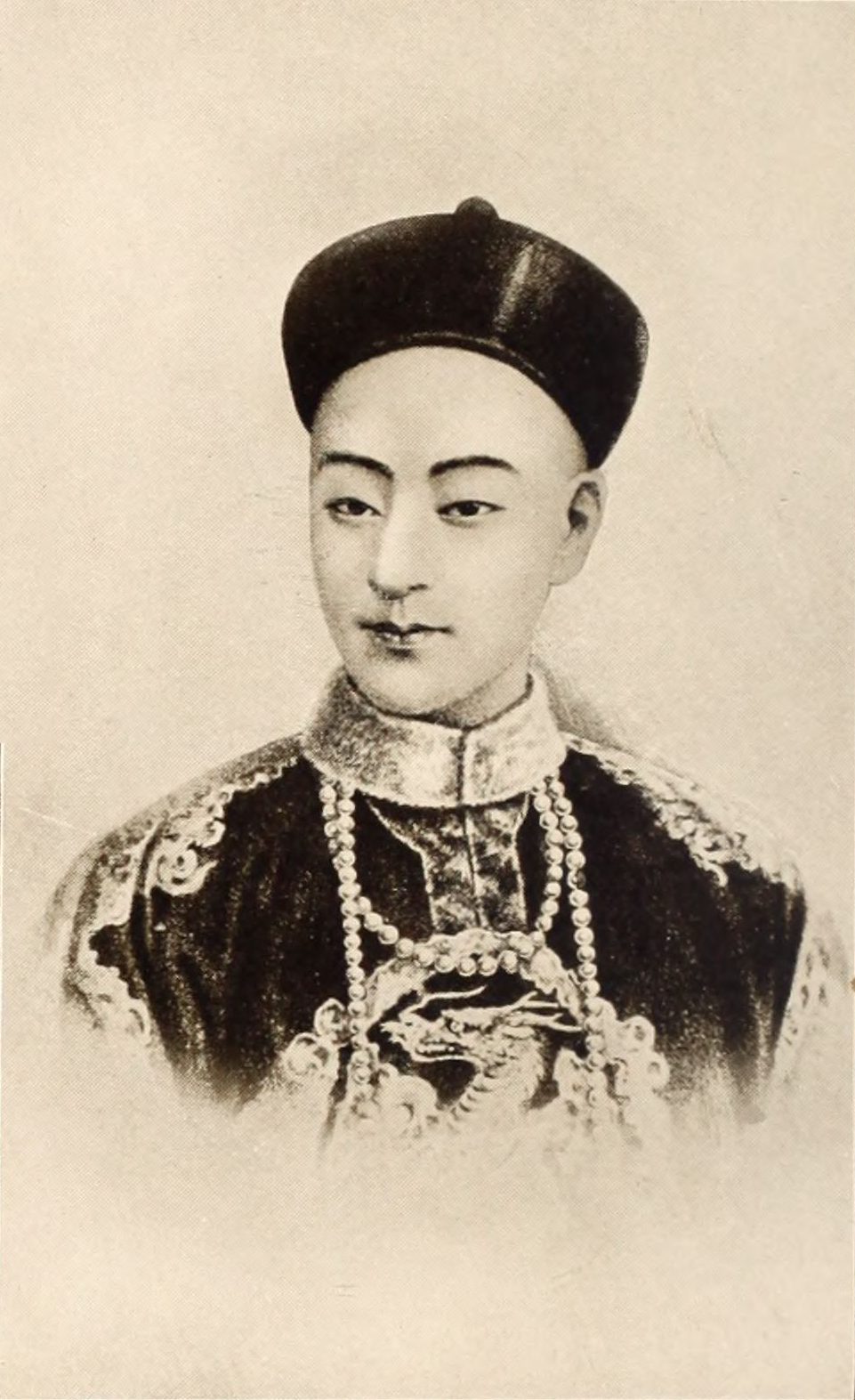
Guangxu.

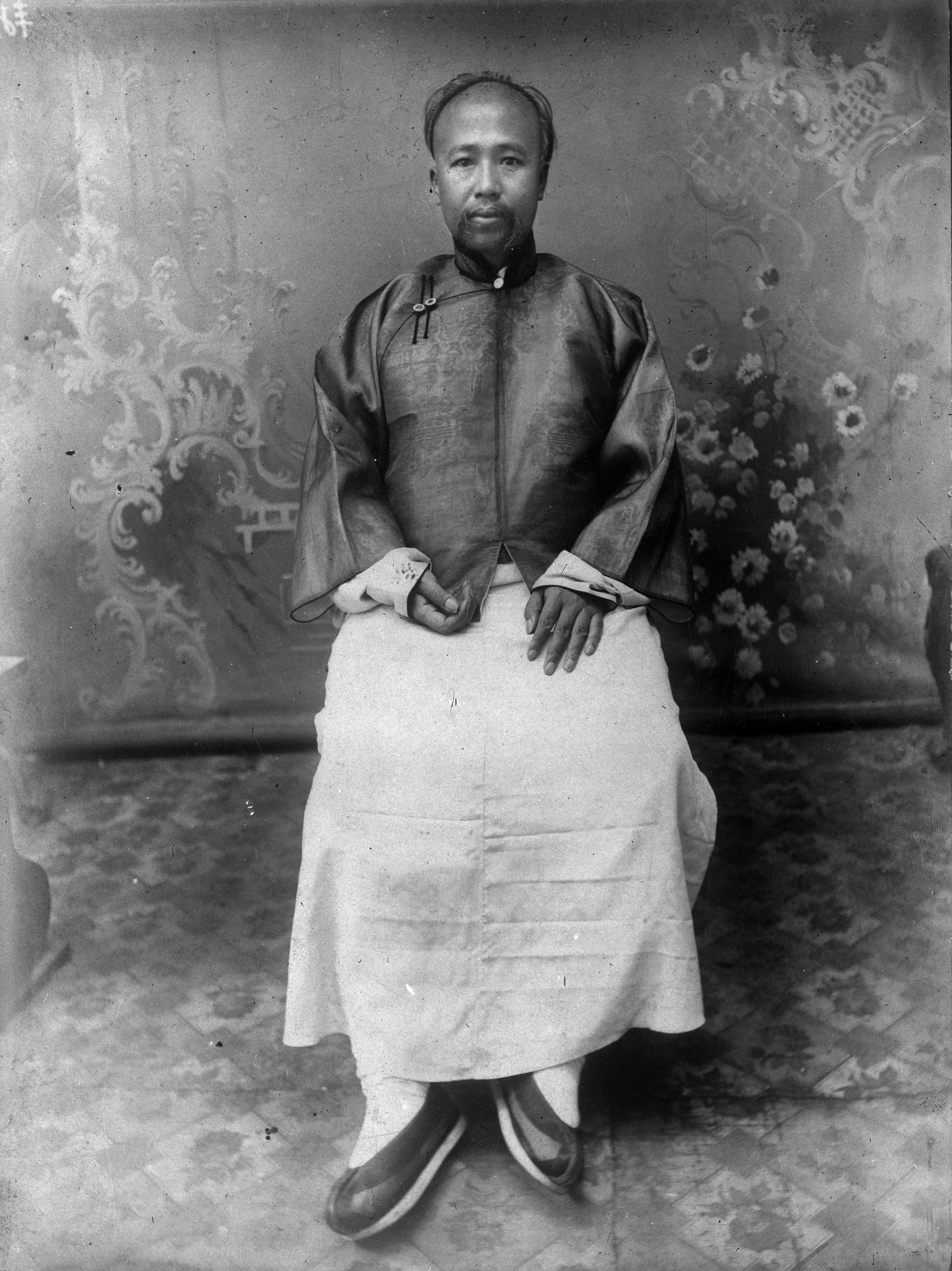
Kang Youwei vers 1920.

Le 16 juin 1898, grâce au soutien de plusieurs officiels de la cour, le lettré et théoricien politique Kang Youwei parvient à obtenir une audience auprès de l'Empereur Guangxu, et le gagne à ses idées. Plusieurs des élèves de Kang sont nommés à divers postes dans l'administration de la capitale afin d'aider à la mise en place des réformes. 
Dans le courant de l'été, l'empereur émet 130 décrets de réformes, élan comparable aux réformes de l'ère Meiji. Les innovations préconisées par Kang Youwei et soutenues par l'empereur visent à introduire de profonds changements tant sociaux qu'institutionnels. Sont notamment prévus : sur le plan politique, l'abandon de la monarchie absolue pour un système de monarchie constitutionnelle, une modernisation de l'armée ; sur le plan administratif, la modernisation de l'examen impérial et l'élimination des trop nombreuses sinécures dans l'administration du pays ; sur le plan éducatif, l'ouverture d'écoles et d'universités modernes et l'adoption d'un nouveau système éducatif centré sur la modernité et non sur l'étude du confucianisme ; sur le plan économique, l'adoption des principes du capitalisme, et une politique d'industrialisation de la Chine, utilisant les techniques importées d'Occident. 

## L'écrasement des réformes

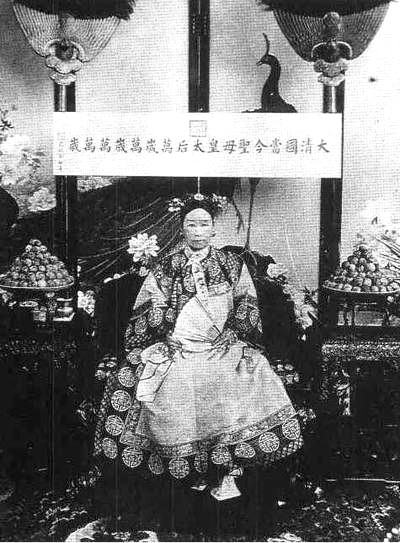
L'Impératrice douairière Cixi.

Le mouvement de réforme se heurte à une vive opposition à la cour impériale, tant de la part des ultra-conservateurs que de la part de réformateurs plus modérés, qui dénoncent la politique préconisée par Kang Youwei comme trop rapide et trop brutale. L'empereur suscite également l'hostilité de nombreux officiels, qui craignent de perdre leurs postes : les réformes prévoient ainsi la suppression des postes de gouverneurs du Hubei, du Guangdong et du Yunnan. L'impératrice douairière Cixi, longtemps régente, reçoit bientôt le soutien des conservateurs.
À l'automne, Cixi et son allié le général Ronglu préparent un coup d'État contre l'empereur. L'entourage de Kang Youwei, informé de ses plans, tente d'obtenir l'aide de Yuan Shikai, commandant de la Nouvelle Armée, pour réaliser un contre-coup d'État et éliminer Cixi et Ronglu ; Yuan n'apporte pas son soutien aux réformistes et, au contraire, informe Ronglu de leurs intentions. Le 21 septembre, les troupes du général Ronglu encerclent la Cité interdite et mettent l'empereur aux arrêts. L'empereur étant déclaré incapable de régner, Cixi redevient officiellement régente, tandis que Pujun, le fils du conservateur Prince Tuan, est proclamé héritier du trône. 
Six des principaux artisans des réformes, Tan Sitong (en) (qui avait refusé de fuir au Japon), Kang Guangren (frère de Kang Youwei), Lin Xu, Yang Shenxiu, Yang Rui, et Liu Guangdi désignés dans l'historiographie chinoise sous le nom des « Six gentilshommes » ou les « Six hommes intègres » (戊戌六君子, wùxū liù jūnzǐ, « Six gentilshommes de Wuxu »), sont exécutés par décapitation le 28 septembre 1898. Kang Youwei et son disciple Liang Qichao s'enfuient au Japon, où ils fondent la Baohuang Hui (保黄会, « Société pour protéger l'empereur »).
L’erreur tactique qu’a commise Guangxu a été de ne pas s’allier à d’autres modernisateurs, comme par exemple Li Hongzhang, qui aurait pu diffuser et soutenir les réformes sur le territoire. L’empereur a négligé l’aide des administrateurs modernisateurs, et sans cette aide qui aurait été précieuse, il est tombé rapidement face aux conservateurs.

## Conséquences
Après la fin du mouvement réformateur, l'Empire de Chine se confronte aux puissances étrangères en soutenant la révolte des Boxers, qui entraîne une aggravation de l'emprise étrangère sur la Chine et le discrédit total de la cour impériale. Le système impérial tente ensuite diverses réformes, parmi lesquelles on compte l'abolition en 1905 de l'examen impérial, ou la réforme de la Nouvelle armée, désignée sous le nom d'Armée de Beiyang, dont la constitution devait plus tard déboucher sur une période de dictature militaire et le règne des seigneurs de la guerre.
L'échec cinglant de la réforme des cent jours contribue à convaincre la plupart des partisans du modernisme de l'impossibilité de moderniser le système impérial. Les sociétés secrètes nationalistes y gagnent un nouveau souffle, débouchant sur la révolution chinoise de 1911, et la fin de l'Empire.

### Littérature
- Jirō Asada, Le Roman de la Cité interdite (蒼穹の昴) (2 tomes), 1996 : roman traduit du japonais par Corinne Atlan, Picquier, 1999-2002 ; Picquier poche, 2008.